# Sites (decarc)
Sites (en grec: Σίττας) va ser un oficial de l'exèrcit romà d'Orient del segle VI durant el regnat de l'emperador Maurici (r. 582-602). Apareix en les fonts el 589, quan, com decarc de Martiròpolis, la va lliurar a l'Imperi Sassànida del rei Ormazd IV (r. 579-589) al·legant haver estat insultat per un superior. L'any 591, un cop Còsroes II (r. 590/591-628) va recuperar el tron persa gràcies a l'ajut de l'Imperi Romà d'Orient derrotant a l'usurpador Bahram VI (r. 590-591), es va signar la pau entre els dos imperis posant fi a la Guerra romano-sassànida del 572-591. En virtut d'aquesta Martiròpolis va ser retornada als romans i Sites, que havia donat suport a Bahram VI, va ser entregat. Segons Teofilacte Simocata i Evagri d'Epifania va ser executat per Comencíol. Segons Nicèfor Cal·list Xantopul, va ser apedregat pels martiropolitans.